# 압로
압로(鴨盧)는 동부여의 관직이다.

## 개요
광개토왕릉비의 410년, 고구려가 동부여를 침공한 사건에서 언급된다.
고구려 군대가 수도인 여성(餘城)에 이르자 동부여가 나라를 들어 항복하였다.

그 뒤에 광개토왕이 개선하여 돌아올 때, 광개토대왕의 은덕을 흠모한 미구루압로(味仇婁鴨盧)ㆍ비사마압로(卑斯麻鴨盧)ㆍ숙사사압로(肅斯舍鴨盧) 등, 다섯 압로가 광개토대왕을 따라와 고구려에 내항하였다.
이 압로의 성격에 대해서는, 성(城)의 뜻으로 보는 설, 동부여 각지역을 대표하는 귀족과 같은 존재로서 가(加)나 간(干)과 같은 의미를 지닌 칭호로 보는 설, 이동 가능한 취락을 칭하는 설, 5압로를 5부(部)와 같은 성격으로 보는 설 등이 있다.

## 같이 보기
- 광개토왕릉비